# Flag (computer)
 For alternative betydninger, se Flag (flertydig). (Se også artikler, som begynder med Flag)
Et flag er et informationssignal fra en mikroprocessor (CPU) eller anden aritmetisk enhed. Et flag 'sættes' når resultatet af en regneoperation opfylder det pågældende flags kriterier. Hvis resultatet er 0, sættes zero-flaget ved at spændingen på zeroflag-terminalen (et komponentben) skifter fra logisk lav til høj. Der findes typisk flere flag, f.eks. en mente (carry-flag) og et minus-flag. At et logisk signal har fået navnet 'flag' stammer fra de amerikanske landpostkasser, hvor man 'sætter flaget' når der er lagt breve, postbuddet skal have med tilbage.